# Acteón (película)
Acteón es una película española  experimental, la tercera del director Jorge Grau, estrenada en 1967 y rodada en B/N.

## Argumento
Narra las extrañas relaciones entre un pescador y una chica extranjera.

## Reconocimientos
Festival Internacional de Cine de Moscú de 1965
| Categoría       | Resultado |
| --------------- | --------- |
| Sección oficial | Incluida  |